# محمد دیاب العطار
محمد دیاب العطار (عربی: محمد دياب العطار؛ ۱۷ نوامبر ۱۹۲۷ – ۳۰ دسامبر ۲۰۱۶) یک ورزشکار اهل مصر بود.
از باشگاه‌هایی که در آن بازی کرده‌است می‌توان به تیم ملی فوتبال مصر اشاره کرد.
وی همچنین در تیم ملی فوتبال مصر بازی کرده است.